# 圣洛克教堂 (比萨)
圣洛克教堂（Chiesa di San Rocco）是意大利比萨的一座小型教堂，位于市中心的骑士广场。此处原有圣伯多禄堂，建于1028年。1575年，该堂归属圣洛克修会时，几乎彻底重建。1630-1634年，增加了一个新立面。圣洛克修会在1782年被取缔，教堂转而归教区管理，在1899年进行修复。
内部有13世纪的壁画。天花板描绘的是《圣洛克保护鼠疫患者》。